# Aphalaroida spinifera
Aphalaroida spinifera är en insektsart som beskrevs av Crawford 1914. Aphalaroida spinifera ingår i släktet Aphalaroida och familjen rundbladloppor. Inga underarter finns listade i Catalogue of Life.